# Мазуровский, Виктор Викентьевич
Виктор Викентьевич Мазуровский (1859, Варшава — 7 августа 1944, Варшава) — русский живописец, мастер батальных сцен.

## Биография
Родился в Варшаве. Получил первоначальную художественную подготовку в Варшавском рисовальном классе (1876—1878). Продолжил обучение в Императорской Академии художеств, в городе Санкт-Петербурге, вначале (1879—1888). Обучался живописи у Б. П. Виллевальде. В Академии Мазуровский помимо двух серебряных (1881) получает и малую золотую медаль (1885) за полотно: «Атака кавалерийским разъездом черкесов у деревни Бела в 1877 году» и большую золотую медаль за программу «Дело лейб-гвардии гусарского полка при Телише 3 октября 1877 года». Вместе с золотыми медалями молодой живописец-баталист получает звание классного художника первой степени и стипендию российской армии, организовавшей ему поездку за рубеж (1890—1894). По возвращении он занимает должность художника при русской армии, путешествуя по её военным формированиям, где выполняет цикл работ, посвящённых армии (1895—1904).
Во время русско-японской войны Мазуровский отправляется на фронт, делая цикл работ «С японской войны» (1905) для журнала «Летопись войны с Японией». После возвращения продолжает рисовать батальные сцены (1906—1914). К юбилею войны 1812 года художник выполнил ряд живописных работ, которые были изданы на почтовых открытках. С началом первой мировой войны снова отправляется на фронт, где рисует цикл картин, посвящённых мировой войне (1914—1917). После возвращения уже в большевистскую Россию продолжает писать картины, работая в военном музее Петербурга (1917—1924).
В возрасте 65 лет выезжает из СССР в Европу (1924), после чего сведения о нём теряются. Предположительно он проживал в Италии, откуда позже переехал в Польшу. В возрасте 85 лет был убит солдатами дивизии СС «РОНА» во время резни гражданского населения района Охота в Варшаве 6 августа 1944 вместе с супругой — пианисткой Ядвигой Залесской-Мазуровской.

## Галерея

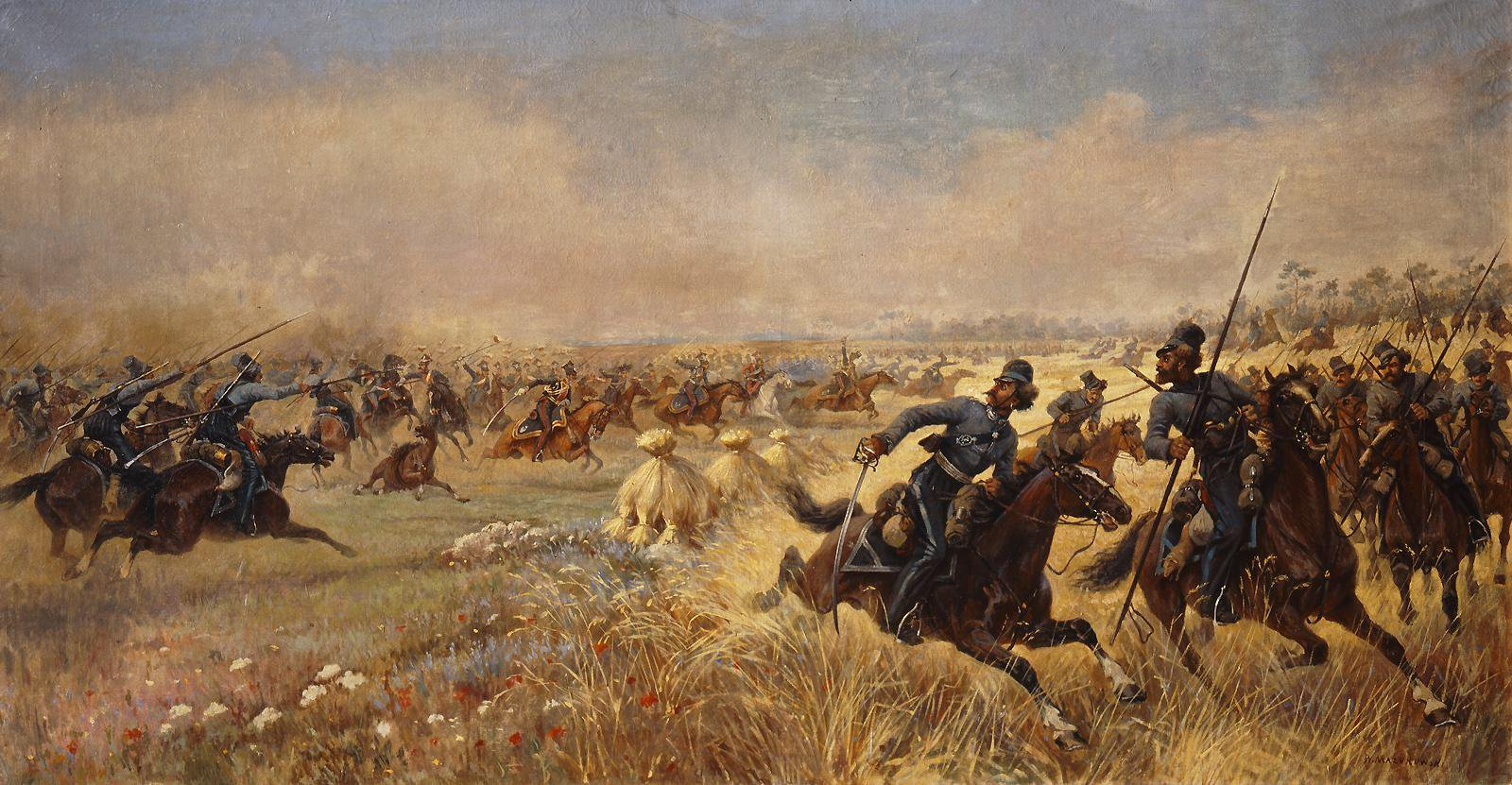
Дело казаков Платова под Миром 9 июля 1812 г. Холст, масло
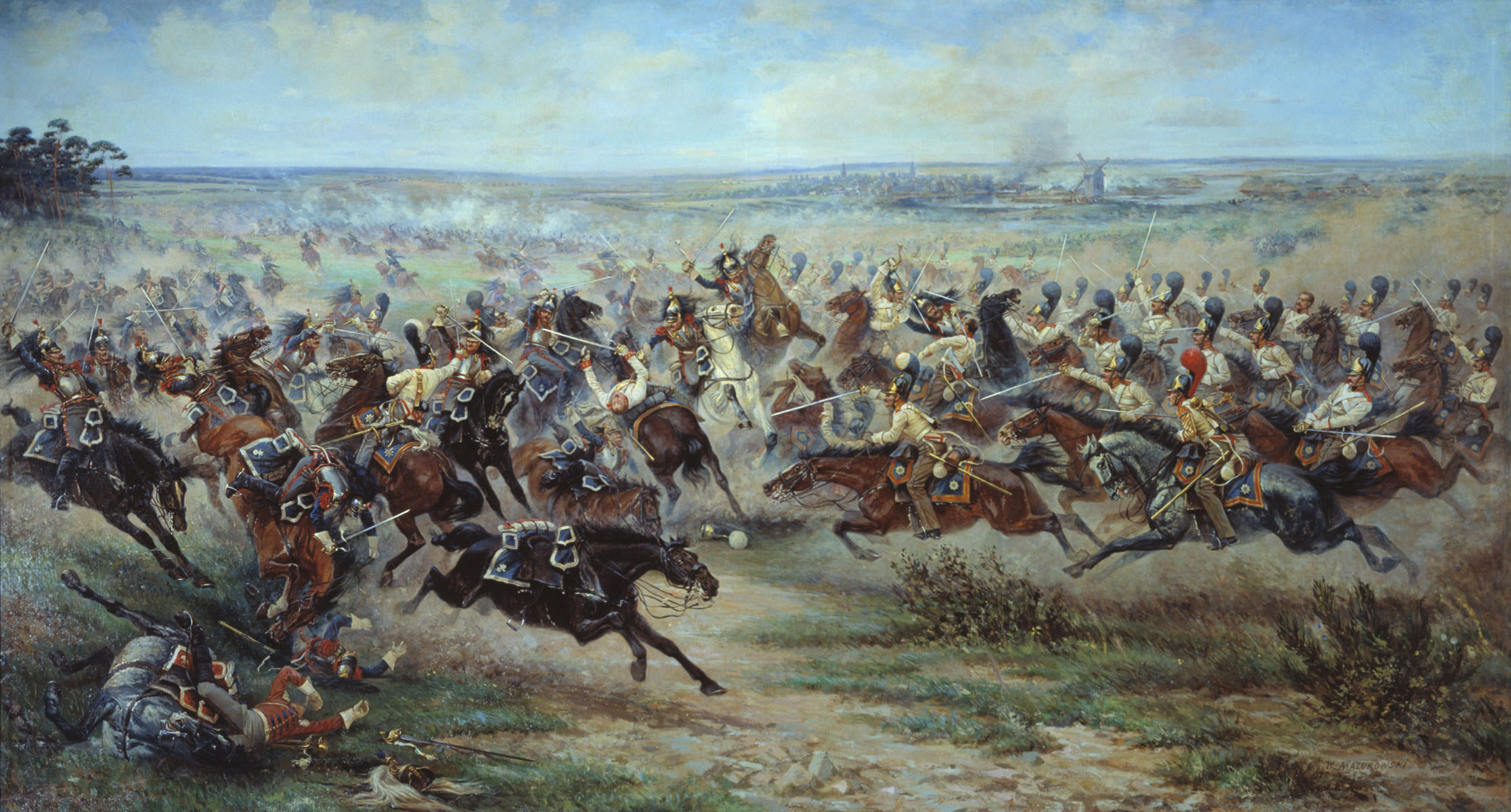
Атака лейб-гвардии Конного полка на французских кирасир в сражении под Фридландом 2 июня 1807 года». Холст, масло
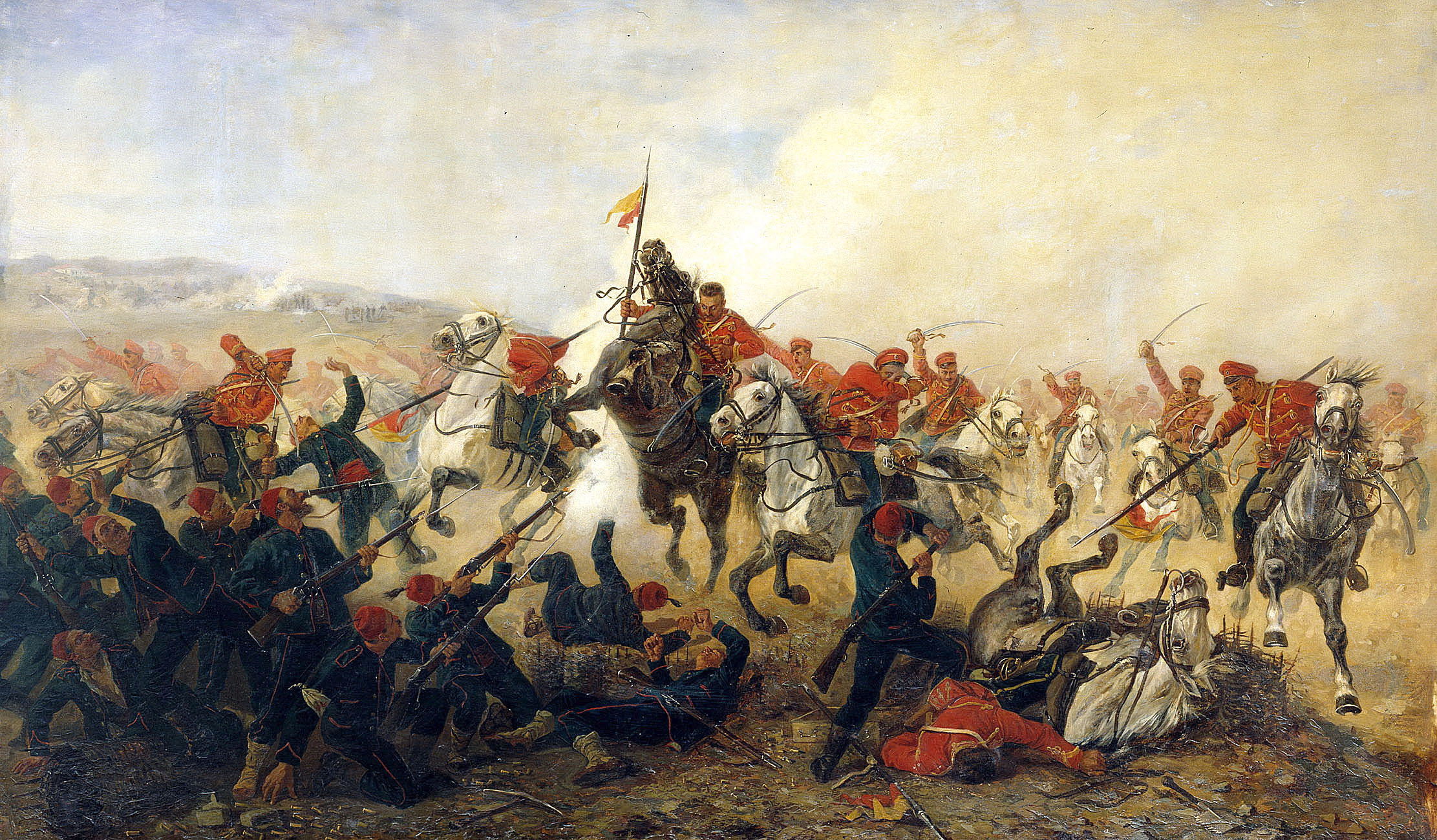
Атака Лейб-гвардии Гусарского полка при селе Телиш, Русско-турецкая война 1877—1878 годов. Холст, масло
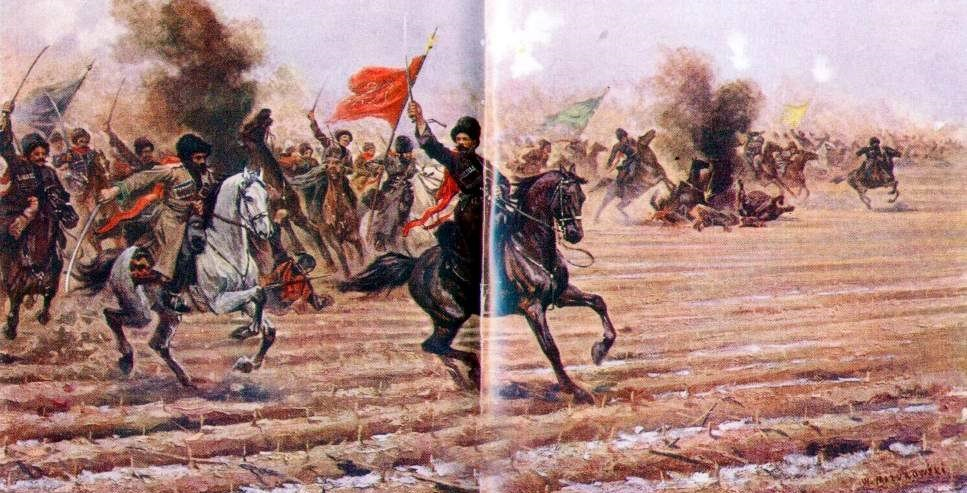
Из набега генерала Мищенко. Атака 2-го Дагестанского полка под командой Хана Нахичеванского у д. Ландунгоу на японскую пехоту и артиллерию. 14 января 1905 года
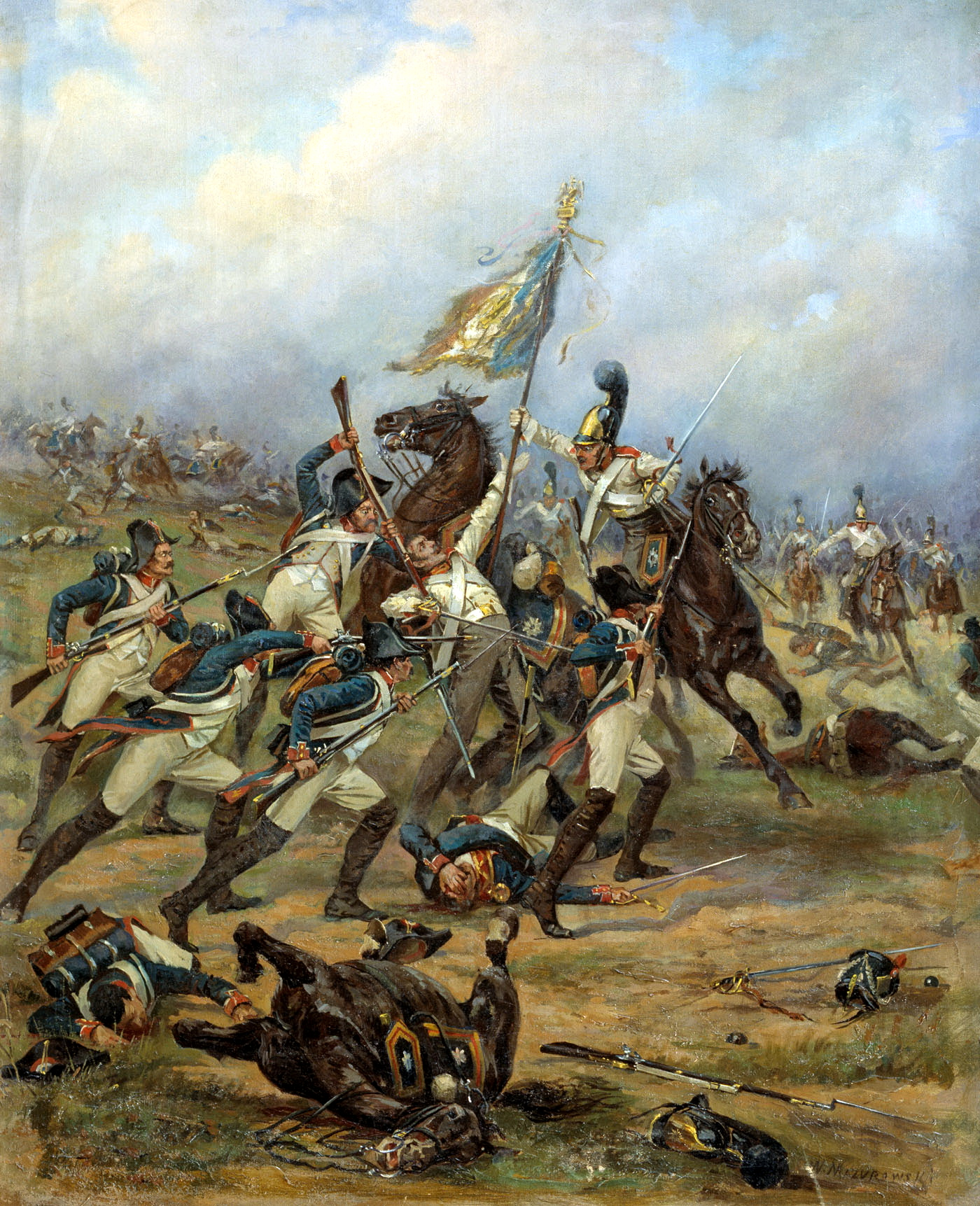
Бой за знамя. Захват рядовыми лейб-гвардии Конного полка Гавриловым и Омельченко знамени 4-го французского линейного полка под Аустерлицем
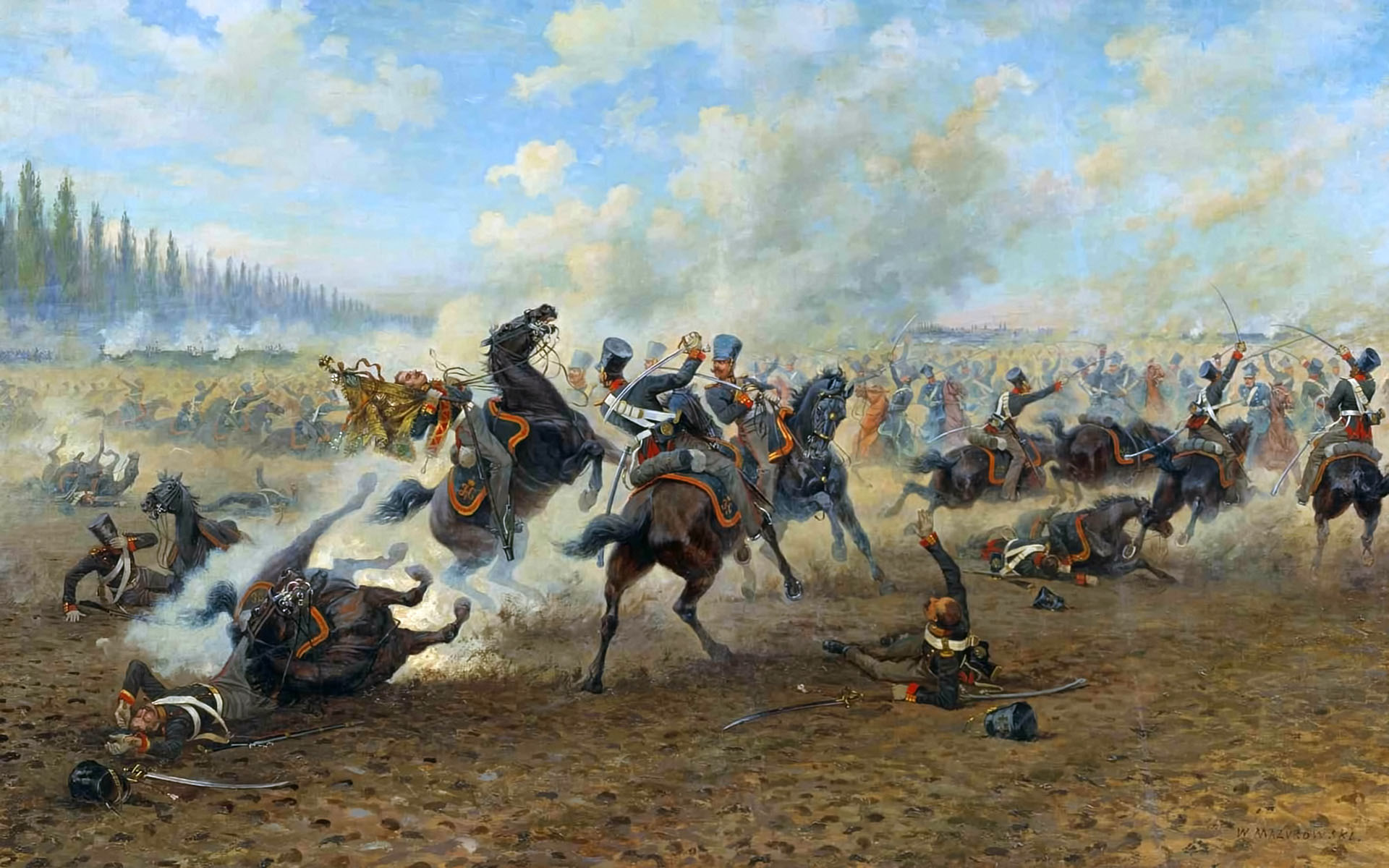
Кавалерийский бой на Макотовом поле. Эпизод Польского восстания 1830 года
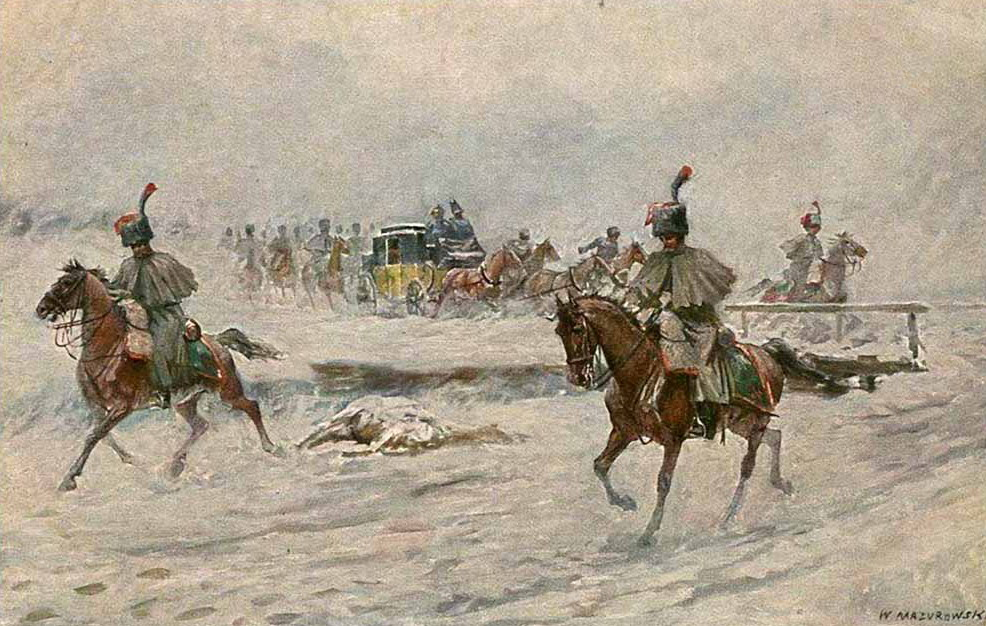
Наполеон на Ошмянском тракте. 1812 год
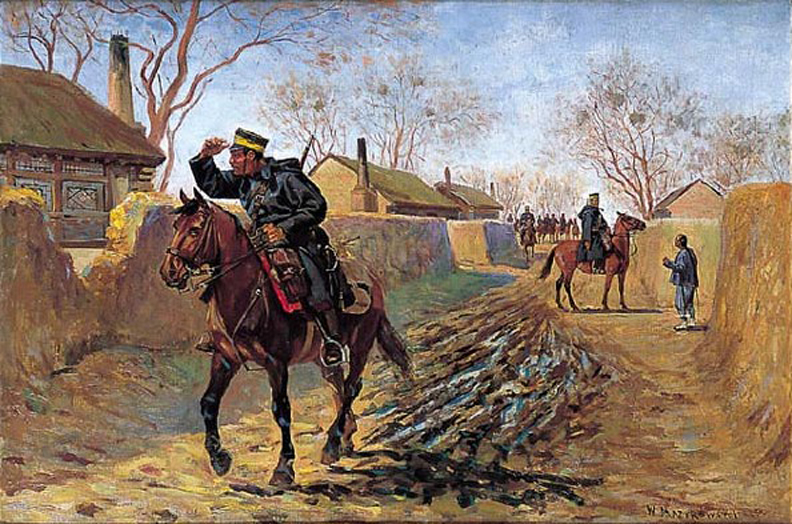
Японские кавалеристы в Китае
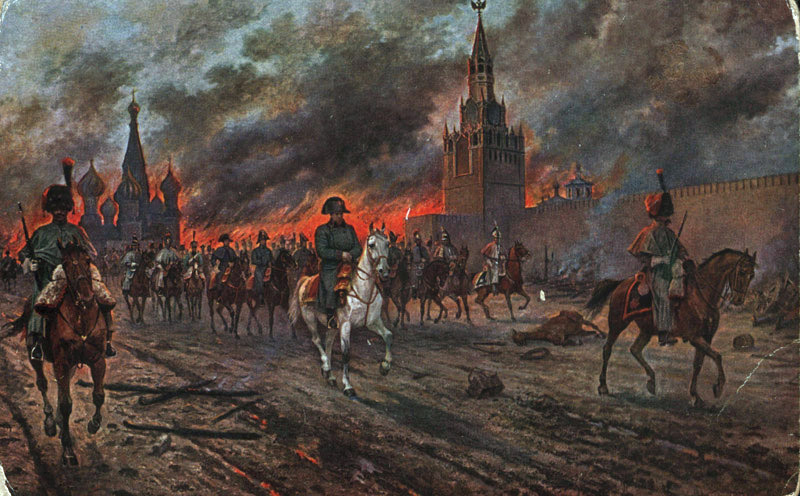
Наполеон покидает горящую Москву
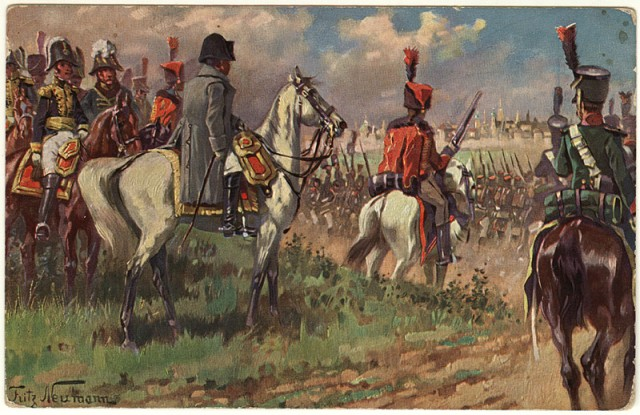
Наполеон под Москвой
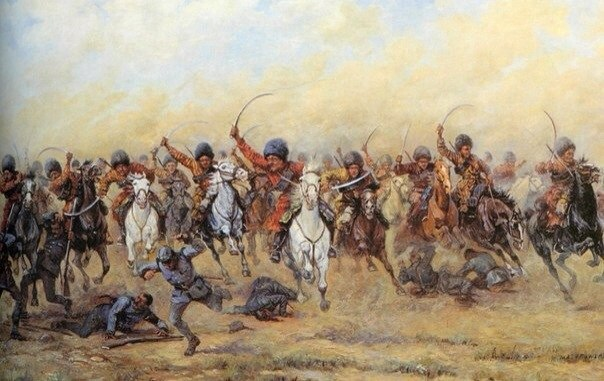
Атака Текинского  конного полка, сформированного в Туркмении, в ходе Первой мировой войны
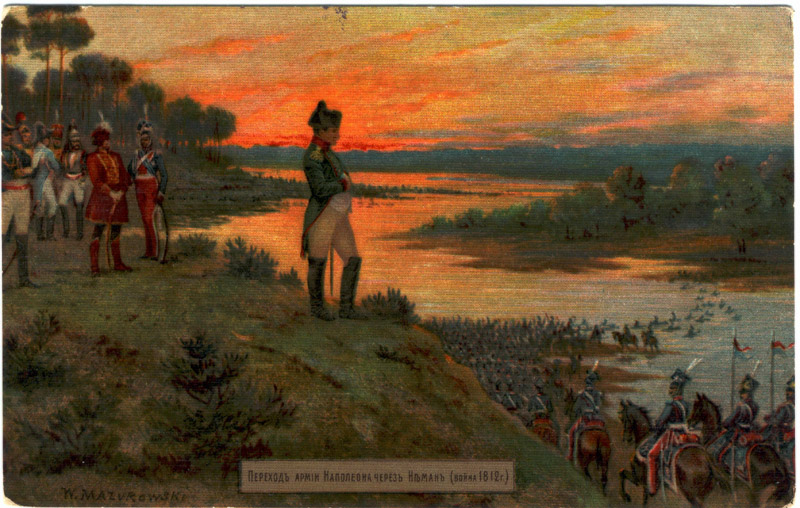
Переход через Неман
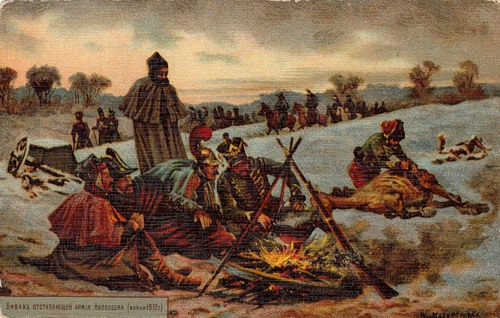
Бивуак отступающей армии Наполеона
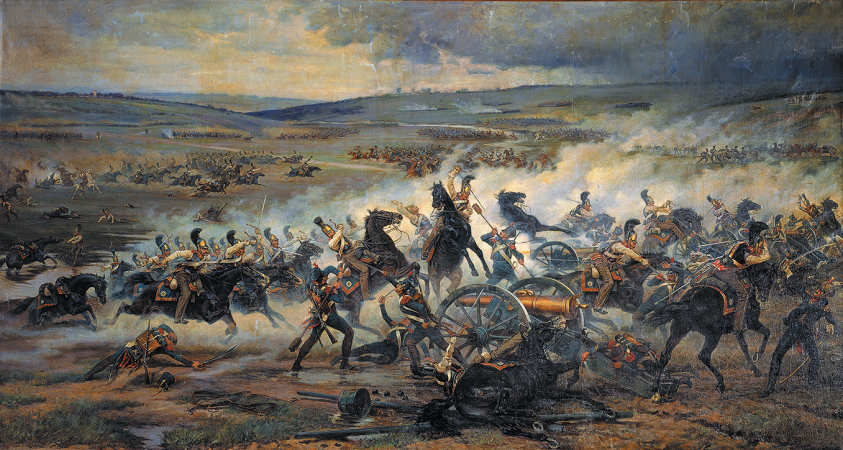
Эпизод Наполеоновских войн. Атака русских кирасир на французскую батарею
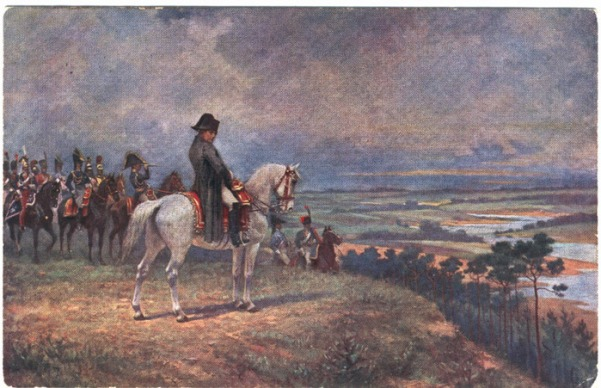
Наполеон со штабом в 1812 году
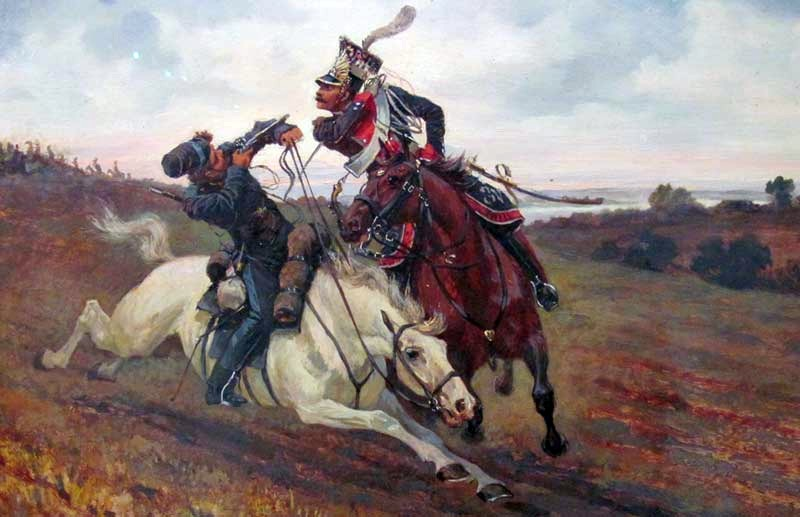
Кто кого? Поединок донского казака с польским уланом
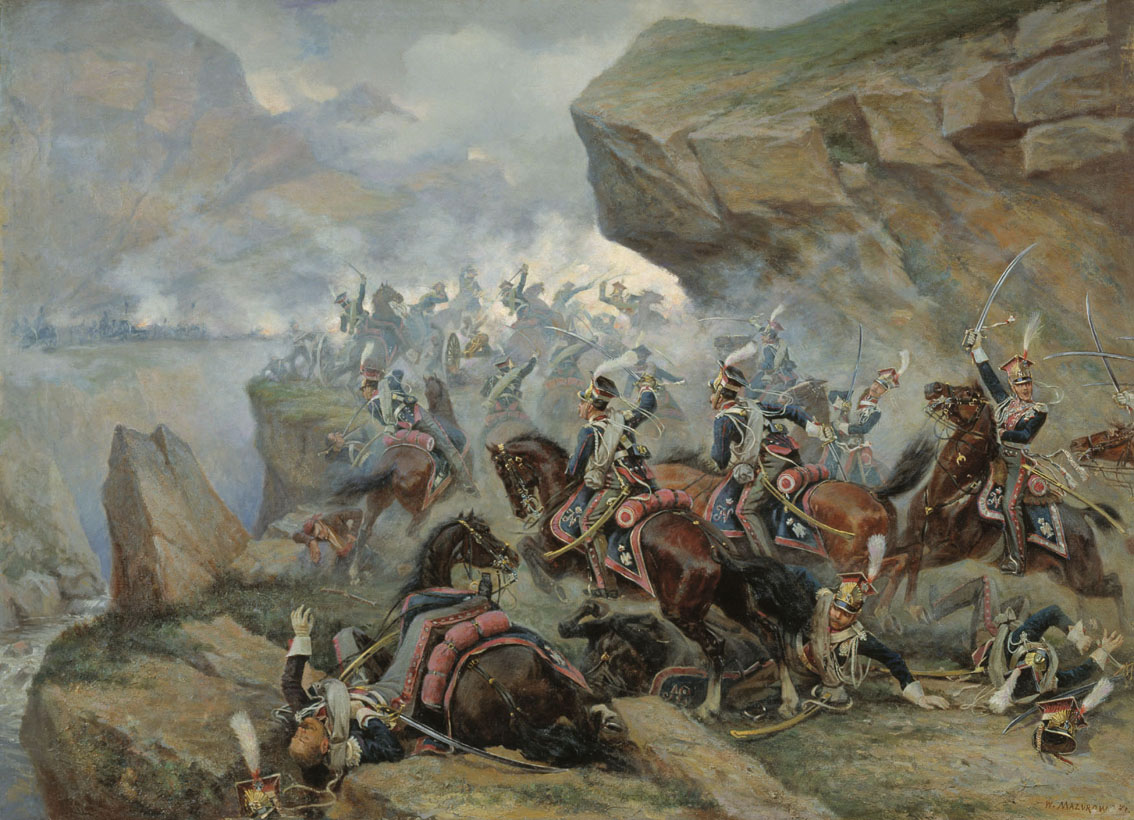
Атака гвардейских польских улан Наполеона на испанские батареи в битве при Сомосьерре
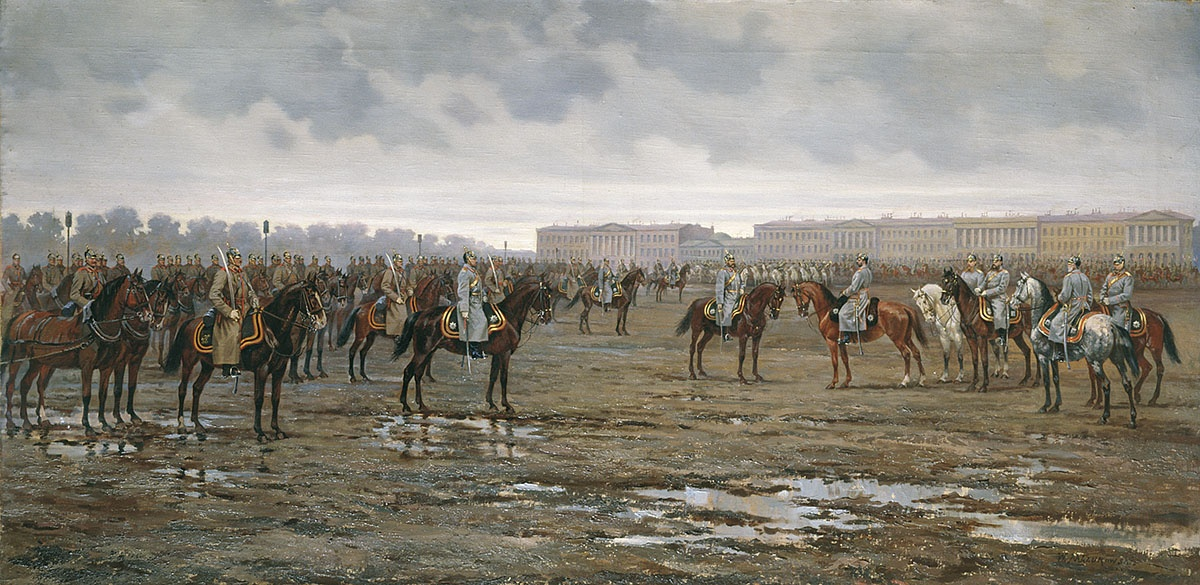
Парад на Марсовом поле 23 ноября 1878 года
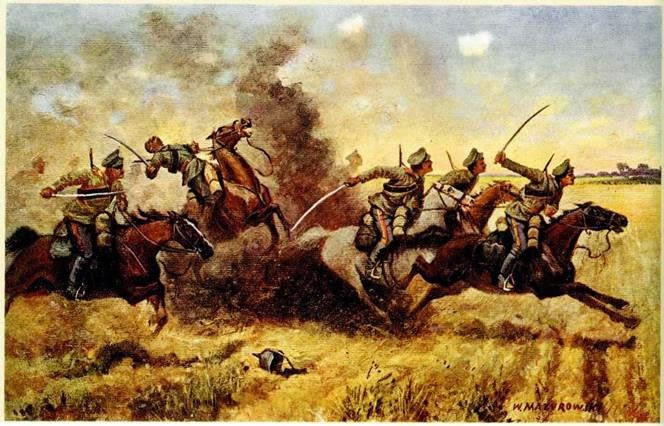
В атаку! Атака казаков в годы Первой Мировой войны. 1915